# Johann Friedrich von Domhardt

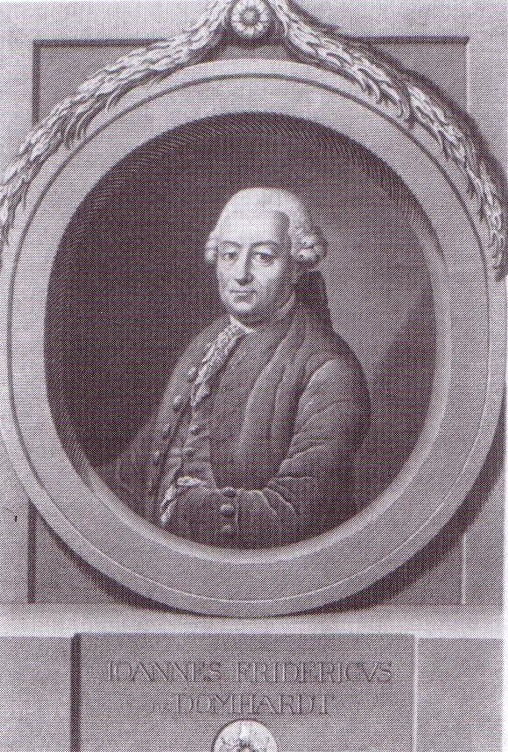
Johann Friedrich Domhardt

Johann Friedrich Domhardt, ab 1771 von Domhardt, (* 18. September 1712 in Allrode; † 20. November 1781 in Königsberg) gehörte zu den bedeutendsten Verwaltungsbeamten des friderizianischen Preußens.

## Lebenslauf
Johann Friedrich Domhardt war der Sohn eines im Jahre 1724 aus dem Anhaltischen nach dem nordöstlichen Preußen eingewanderten Domänenpächters. Seine Eltern waren Just Heinrich Domhardt († 1736) und dessen Ehefrau Katharina Gertrud Trüstedt, die einem Ratsgeschlecht aus Gardelegen entstammte.
Johann Friedrich Domhardt besuchte das Martineum (Halberstadt) und die Königliche Litthauische Provinzialschule und erwarb sich eine gute Schulbildung. Als er 19 Jahre alt war, starb sein Vater. Er übernahm die Pacht seines Vaters der Domäne Ragnit. Durch seine eifrige Arbeit und durch seine Bestrebungen, Verbesserungen in der Landwirtschaft zu erreichen, zog er die Aufmerksamkeit Friedrich Wilhelms I. auf sich und erwarb sich dessen besondere Zufriedenheit. Der Kronprinz, der spätere König Friedrich II., lernte Domhardt 1735 persönlich kennen. Er merkte ihn sich vor für eine spätere Verwendung in der Verwaltung. Schnelles Erfassen schwieriger Aufgaben, rasches Erkennen und sachgemäßes Benutzen der gegebenen Umstände, beständige Redlichkeit, Tatendrang und Fleiß, große Bescheidenheit und Menschenfreundlichkeit, diese Eigenschaften machten ihn zu einem Ideal eines preußischen Staatsbeamten.
Bald nach seiner Thronbesteigung ernannte Friedrich II. ihn 1746 zum Kriegs- und Domänenrat und berief ihn in die Gumbinner Kammer. Er wurde mit der alleinigen Aufsicht über das Königliche Stutamt Trakehnen betraut.
Schon 1756, kurz vor Ausbruch des Siebenjährigen Krieges wurde er zum zweiten Direktor der Kammer ernannt, obwohl die höheren Stellen sonst nur Adligen vorbehalten waren. Der König übertrug ihm die Sorge für die Verpflegung der Truppen, die gegen den erwarteten russischen Einmarsch zusammengezogen wurden. Bei der Mobilmachung, der Aufstellung der Landmiliz und der rechtzeitigen Sicherung des Trakehner Gestüts bewies er umsichtiges Geschick.
Im Sommer 1757 fielen die Russen unter Graf Fermor und Feldmarschall Graf Apraxin in Ostpreußen ein. Der greise Feldmarschall Johann von Lehwaldt befehligte die preußischen Truppen. Auf ausdrücklichen Befehl des Königs griff er die an Menschen und Artillerie mehrfach überlegenen Russen bei Groß-Jägersdorf westlich von Insterburg an. Die Schlacht endete unter beiderseitigen schweren Verlusten mit der Niederlage der Preußischen Armee; die Russen nutzten ihren Sieg aber nicht, sondern zogen sich aus ungeklärten Gründen zurück.
Zarin Elisabeth I. hatte durch Patent vom 31. Dezember 1757 Ostpreußen als russisches Eigentum erklärt. Im Januar 1758 besetzte dann eine russische Armee unter Graf Fermor kampflos das ungeschützte Land. Während die meisten anderen höheren Verwaltungsbeamten die Provinz vor dem Einrücken der Russen verlassen hatten, blieb Domhardt auf seinem Posten. König Friedrich hatte ihn im Oktober 1757 zum Präsidenten der Gumbinner Kriegs- und Domänenkammer ernannt. Domhardt musste, wie das ganze Land, der Kaiserin Elisabeth den Treueeid schwören, aber durch sein kluges Auftreten und seine Umsicht bewahrte er die Provinz vor allzu schweren Lasten und konnte sie nach dem Friedensschluss mit Russland (5. Mai 1762) dem König am 6. August 1762 als besterhaltene aller Provinzen zurückgeben. Der König hatte ihm schon im Juli 1762 das Präsidium der erledigten Königsberger Kammer zusätzlich übertragen.
Domhardt arbeitete fieberhaft, um die Forderungen des Königs nach Lieferung von Lebensmitteln, nach Aushebung von Rekruten und nach Erwerbung der russischen Magazine zu befriedigen. Dazu kamen die Bemühungen, das geschädigte Land wieder in einen ertragreichen Zustand zu bringen. Besonders zu erwähnen sind der Ausbau des Flusses Angerapp (1764–1774) und die Ansiedlung von 15.000 Kolonisten bis 1774.
Für diese außergewöhnlichen Leistungen verlieh ihm der Große König 1771 den erblichen Adel. Bezeichnend für diese Nobilitierung war, dass Friedrich ein Ross und eine Garbe in das Domhardt-Wappen stellte.
Domhardts mühevollste und folgenreichste Tätigkeit war der Aufbau Westpreußens von 1772 an. Obwohl der König sich unter Umgehung des Generaldirektoriums persönlich um alles kümmerte, blieb doch viel Arbeit bei Domhardt. Da Friedrich nach dem Siebenjährigen Krieg nicht mehr nach Ostpreußen kam, musste Domhardt sich dort um alles kümmern.
Zuletzt an beiden Armen gelähmt, starb Domhardt nach wochenlangem Krankenlager am 20. November 1781 in Königsberg. Seine Asche ruht in Bestendorf im Kreis Mohrungen. Domhardts Stelle ist nicht wieder besetzt worden.

## Familie
Er war mit Johanne Amalia Keydel (1716–1779) verheiratet. Sie war die Tochter des Johann Casper Keydel, eines braunschweigischen Forstinspektor, der dann als Domänenpächter nach Ostpreußen kam. Das Paar hatte zehn Kinder, darunter:
- Justus Friedrich (1741–1796), Rittmeister a. D.
- Ludwig Friedrich (1744–1821), Kammerpräsident[2]
- Amalia Eleonore  (* um 1745; † vor 1791)
- Ernestine Gertrud Friederike  (* um 1750–1807)
- Albertine Elisabeth Henriette (1752–1795) ⚭ Sylvius von Frankenberg und Proschlitz (1732–1795)
- Dorothea Friederica (* um 1755–1775)
- Otto Heinrich Friedrich (1756–1835), ab 1774 in hessen-kasselschen Diensten, Major und Landstallmeister, Lehnsherrn der Bestendorf und Wilmsdorfschen Güter, Erbherr auf Schrombehnen